# Ред-Бей
Ред-Бей (англ. Red Bay) — місто (англ. city) в США, в окрузі Франклін штату Алабама. Населення — 3232 особи (2020).

## Історія
Місто Ред-Бей було зареєстровано 13 липня 1907 р.

## Географія
Ред-Бей розташований за координатами 34°26′11″ пн. ш. 88°8′11″ зх. д. / 34.43639° пн. ш. 88.13639° зх. д. (34.436419, -88.136455).  За даними Бюро перепису населення США в 2010 році місто мало площу 25,49 км², з яких 25,24 км² — суходіл та 0,26 км² — водойми.
Місто розташоване в західній частині округу Франклін, штат Алабама, на кордоні штату Міссісіпі. Перебуває приблизно у 23 милях на захід від окружного центру Расселлвілла, 38 милях на південний захід від міста Масл-Шолс, штат Алабама, 90 милях на захід від Гантсвілла, штат Алабама, 42 милях на схід від Тупело, штат Міссісіпі, 123 милях на схід Бірмінгема, штат Алабама, і 148 милях на південь від Мемфіса, штат Теннессі.

### Клімат
| Клімат : Ред-Бей      | Клімат : Ред-Бей | Клімат : Ред-Бей | Клімат : Ред-Бей | Клімат : Ред-Бей | Клімат : Ред-Бей | Клімат : Ред-Бей | Клімат : Ред-Бей | Клімат : Ред-Бей | Клімат : Ред-Бей | Клімат : Ред-Бей | Клімат : Ред-Бей | Клімат : Ред-Бей | Клімат : Ред-Бей |
| Показник              | Січ.             | Лют.             | Бер.             | Квіт.            | Трав.            | Черв.            | Лип.             | Серп.            | Вер.             | Жовт.            | Лист.            | Груд.            | Рік              |
| Середній максимум, °C | 9,4              | 12,2             | 17,2             | 23,9             | 27,2             | 30,6             | 32,2             | 32,2             | 28,9             | 23,9             | 17,8             | 12,2             | 22,2             |
| Середній мінімум, °C  | −1,7             | −0,6             | 4,4              | 10,0             | 14,4             | 18,3             | 20,0             | 19,4             | 16,7             | 10,0             | 5,0              | 0,6              | 9,4              |
| Норма опадів, мм      | 157              | 130              | 173              | 140              | 124              | 86               | 107              | 89               | 89               | 74               | 107              | 155              | 1435             |
| Днів з опадами        | 11               | 9                | 10               | 8                | 8                | 7                | 9                | 7                | 7                | 5                | 7                | 9                | 97               |
| --------------------- | ---------------- | ---------------- | ---------------- | ---------------- | ---------------- | ---------------- | ---------------- | ---------------- | ---------------- | ---------------- | ---------------- | ---------------- | ---------------- |
| Джерело: Weatherbase  |                  |                  |                  |                  |                  |                  |                  |                  |                  |                  |                  |                  |                  |

## Демографія
Згідно з переписом 2010 року, у місті мешкало 3158 осіб у 1362 домогосподарствах у складі 898 родин. Густота населення становила 124 особи/км².  Було 1508 помешкань (59/км²).
Расовий склад населення:
| - 92,5 % — білих - 1,2 % — чорних або афроамериканців - 0,3 % — корінних американців - 0,1 % — азіатів - 3,9 % — осіб інших рас |

До двох чи більше рас належало 1,9 %. Частка іспаномовних становила 5,1 % від усіх жителів.
За віковим діапазоном населення розподілялося таким чином: 23,5 % — особи молодші 18 років, 58,2 % — особи у віці 18—64 років, 18,3 % — особи у віці 65 років та старші. Медіана віку мешканця становила 40,0 року. На 100 осіб жіночої статі у місті припадало 89,3 чоловіків;  на 100 жінок у віці від 18 років та старших — 86,9 чоловіків також старших 18 років.
Середній дохід на одне домашнє господарство  становив 39 028 доларів США (медіана — 29 076), а середній дохід на одну сім'ю — 49 683 долари (медіана — 43 286). Медіана доходів становила 30 787 доларів для чоловіків та 30 300 доларів для жінок. За межею бідності перебувало 29,9 % осіб, у тому числі 44,3 % дітей у віці до 18 років та 19,0 % осіб у віці 65 років та старших.
Цивільне працевлаштоване населення становило 1232 особи. Основні галузі зайнятості: виробництво — 23,5 %, освіта, охорона здоров'я та соціальна допомога — 17,1 %, роздрібна торгівля — 14,9 %.